# جيوفاني أنطونيو فانوني
جيوفاني أنطونيو فانوني هو رسام سويسري، ولد في 26 فبراير 1810 في Aurigeno ‏ في سويسرا، وتوفي بنفس المكان في 29 أكتوبر 1886.